# Liste der Comarcas in Kastilien-La Mancha
Dies sind die Comarcas in Kastilien-La Mancha, Spanien.

## Provinz Albacete

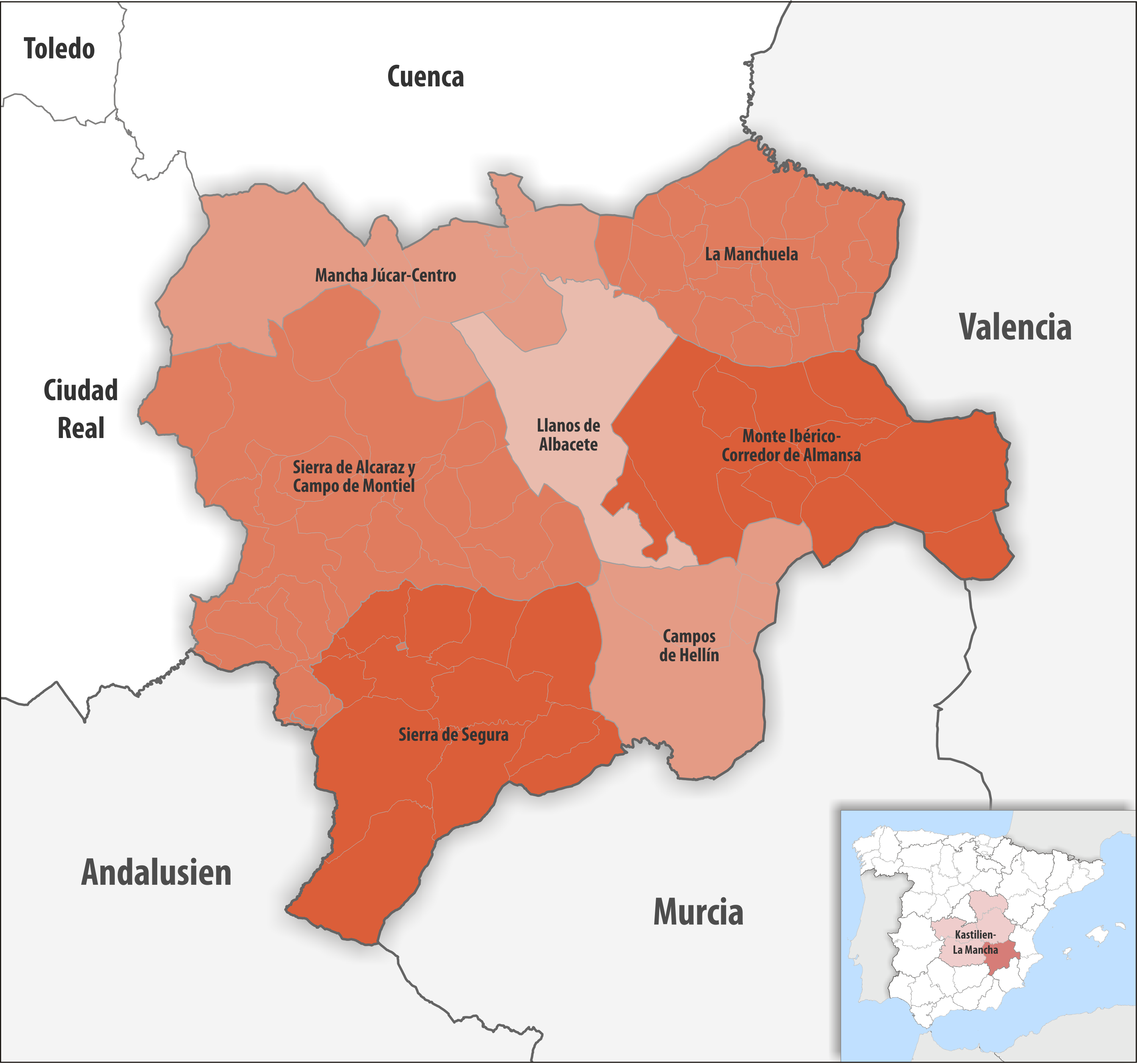
Comarcas in der Provinz Albacete

| Comarca                              | Gemeinden | Einwohner (2024) | Fläche km² | Dichte Einw./km² | Hauptort           |
| ------------------------------------ | --------- | ---------------- | ---------- | ---------------- | ------------------ |
| Llanos de Albacete                   | 1         | 174.137          | 1.126,99   | 155              | Albacete           |
| Campos de Hellín                     | 5         | 43.729           | 1.322,82   | 33               | Hellín             |
| Mancha Júcar-Centro                  | 9         | 54.371           | 1.965,28   | 28               | Villarrobledo      |
| La Manchuela                         | 24        | 27.796           | 1.718,44   | 16               | Madrigueras        |
| Monte Ibérico-Corredor de Almansa    | 11        | 49.818           | 2.440,46   | 20               | Almansa            |
| Sierra de Alcaraz y Campo de Montiel | 25        | 23.408           | 3.667,80   | 6                | Munera             |
| Sierra de Segura                     | 18        | 15.340           | 2.680,85   | 6                | Elche de la Sierra |
| Provinz Albacete                     | 93        | 388.599          | 14.922,64  | 26               | Albacete           |

## Provinz Ciudad Real

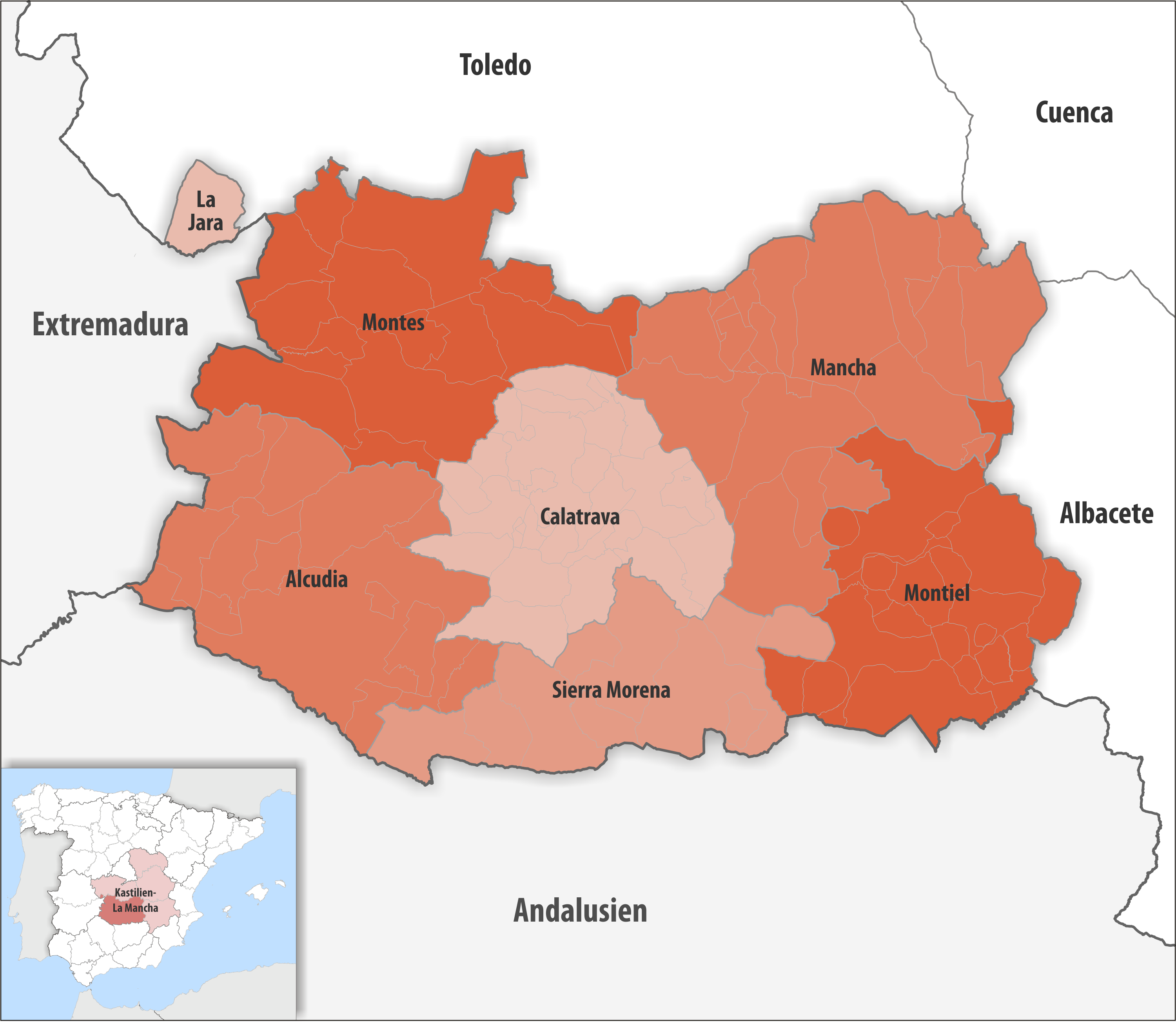
Comarcas in der Provinz Ciudad Real

| Comarca             | Gemeinden | Einwohner (2024) | Fläche km² | Dichte Einw./km² | Hauptort                   |
| ------------------- | --------- | ---------------- | ---------- | ---------------- | -------------------------- |
| Alcudia             | 14        | 19.845           | 3.495,83   | 6                | Almodóvar del Campo        |
| Calatrava           | 24        | 190.770          | 2.720,69   | 70               | Ciudad Real                |
| La Jara             | 1         | 327              | 231,05     | 0                | Los Navalmorales           |
| Mancha              | 20        | 219.588          | 4.580,75   | 48               | Tomelloso                  |
| Montes              | 15        | 25.400           | 3.651,89   | 7                | Malagón                    |
| Montiel             | 18        | 21.204           | 2.810,84   | 8                | Villanueva de los Infantes |
| Sierra Morena       | 10        | 15.559           | 2.321,71   | 7                | Santa Cruz de Mudela       |
| Provinz Ciudad Real | 102       | 492.640          | 19.812,76  | 25               | Ciudad Real                |

1. ↑   Nur die Gemeinde Anchuras, alle anderen Gemeinden gehören zur Provinz Toledo.

## Provinz Cuenca

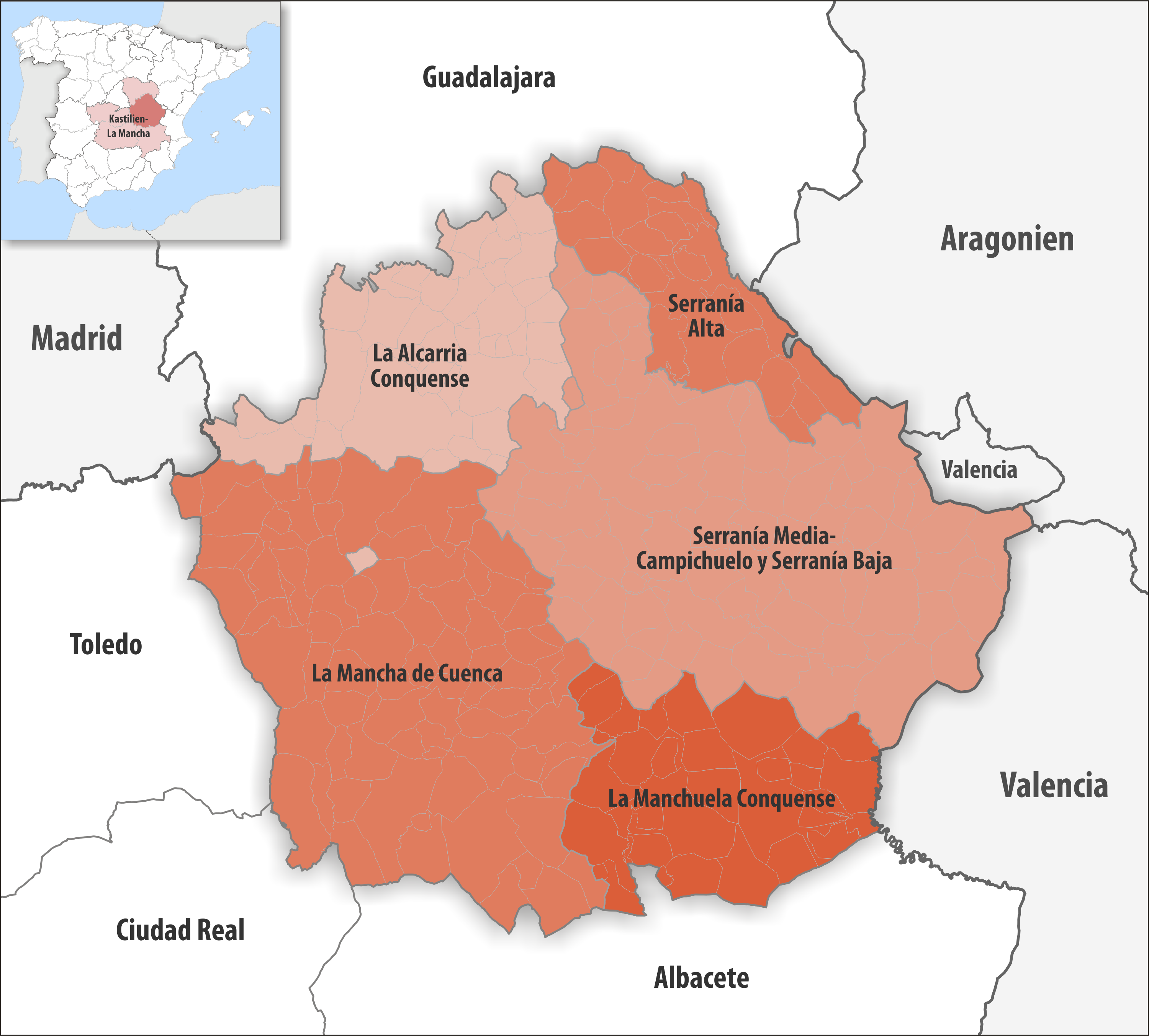
Comarcas in der Provinz Cuenca

| Comarca                                    | Gemeinden | Einwohner (2024) | Fläche km² | Dichte Einw./km² | Hauptort          |
| ------------------------------------------ | --------- | ---------------- | ---------- | ---------------- | ----------------- |
| La Alcarria Conquense                      | 41        | 8.447            | 2.279,07   | 4                | Huete             |
| La Mancha de Cuenca                        | 76        | 74.063           | 5.439,92   | 14               | Tarancón          |
| La Manchuela Conquense                     | 30        | 38.811           | 2.214,12   | 18               | Quintanar del Rey |
| Serranía Alta                              | 19½       | 2.205            | 1.466,81   | 2                | Cañizares         |
| Serranía Media-Campichuelo y Serranía Baja | 71½       | 74.080           | 5.737,85   | 13               | Cuenca            |
| Provinz Cuenca                             | 238       | 197.606          | 17.138,59  | 12               | Cuenca            |

## Provinz Guadalajara

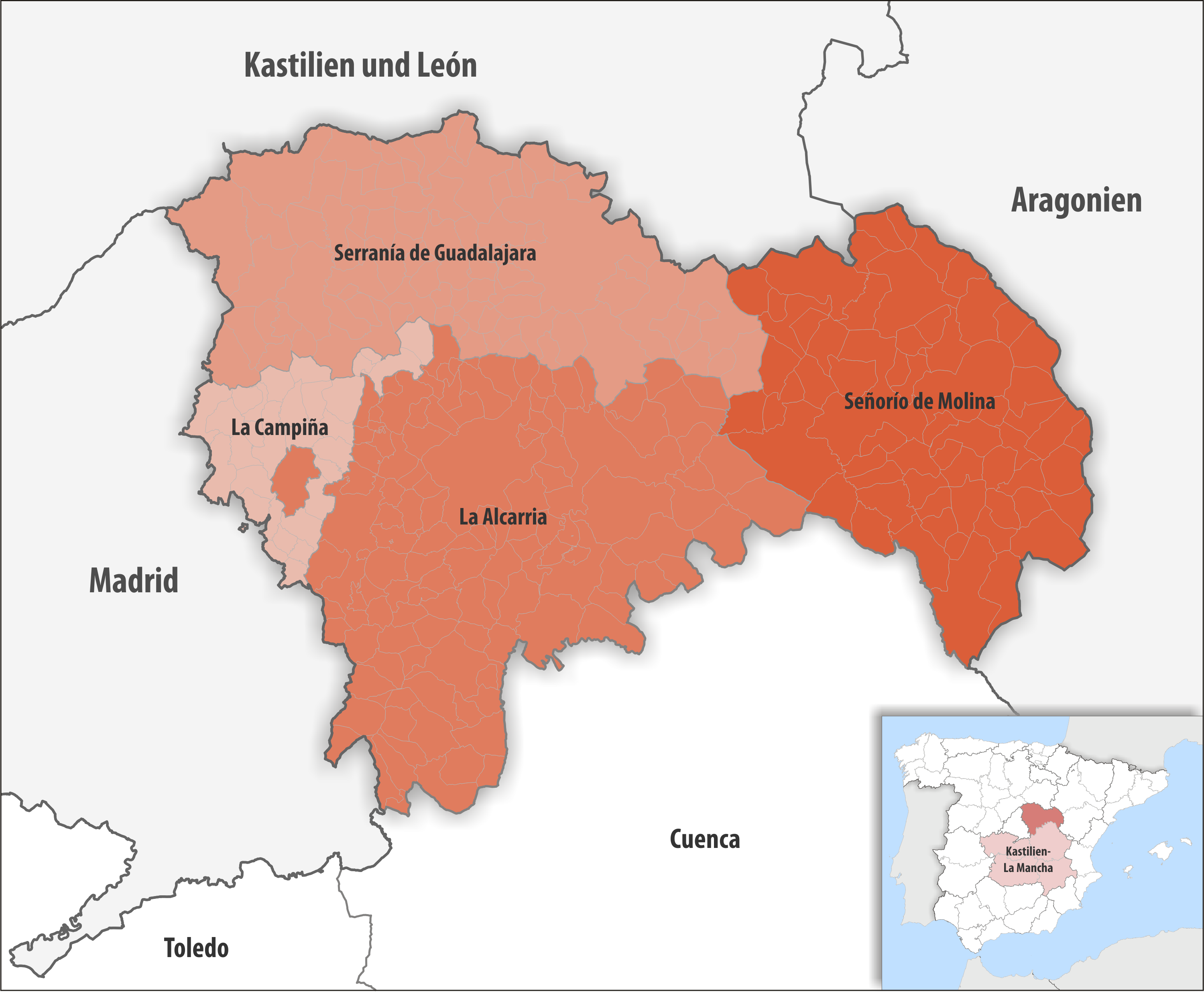
Comarcas in der Provinz Guadalajara

| Comarca                 | Gemeinden | Einwohner (2024) | Fläche km² | Dichte Einw./km² | Hauptort            |
| ----------------------- | --------- | ---------------- | ---------- | ---------------- | ------------------- |
| La Alcarria             | 111       | 145.614          | 4.513,32   | 32               | Guadalajara         |
| La Campiña              | 30        | 116.000          | 816,90     | 142              | Azuqueca de Henares |
| Señorío de Molina       | 62        | 7.480            | 3.366,52   | 2                | Molina de Aragón    |
| Serranía de Guadalajara | 85        | 10.766           | 3.516,51   | 3                | Sigüenza            |
| Provinz Guadalajara     | 288       | 279.860          | 12.213,25  | 23               | Guadalajara         |

## Provinz Toledo

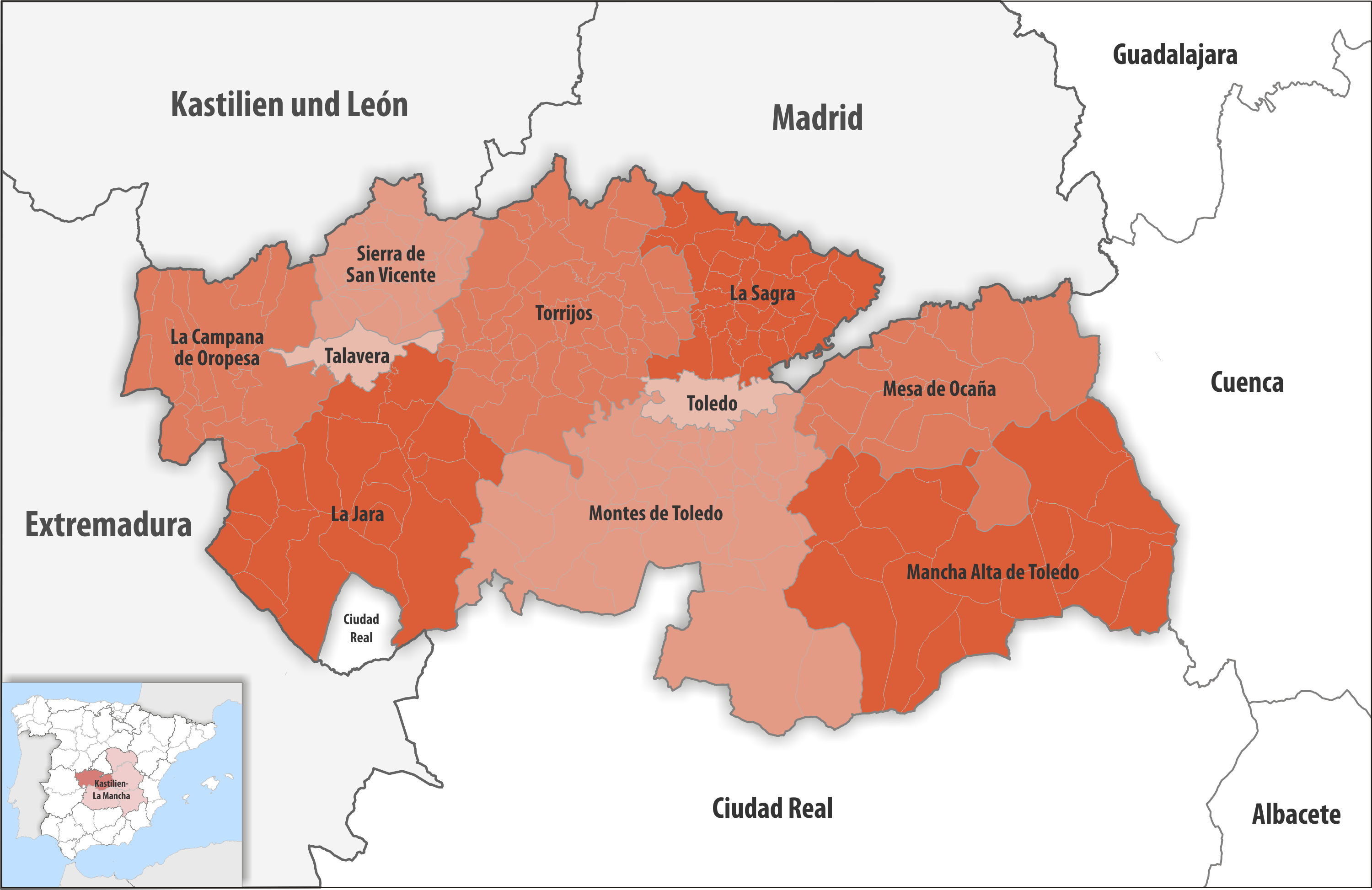
Comarcas in der Provinz Toledo

| Comarca               | Gemeinden | Einwohner (2024) | Fläche km² | Dichte Einw./km² | Hauptort              |
| --------------------- | --------- | ---------------- | ---------- | ---------------- | --------------------- |
| La Campana de Oropesa | 18        | 19.109           | 1.309,80   | 15               | Calera y Chozas       |
| La Jara               | 22        | 16.571           | 2.166,03   | 7                | Los Navalmorales      |
| Mancha Alta de Toledo | 19        | 85.462           | 2.880,81   | 30               | Quintanar de la Orden |
| Mesa de Ocaña         | 15        | 51.317           | 1.647,99   | 31               | Ocaña                 |
| Montes de Toledo      | 31        | 72.849           | 3.050,65   | 24               | Sonseca               |
| La Sagra              | 31        | 208.291          | 1.076,69   | 193              | Illescas              |
| Sierra de San Vicente | 21        | 16.698           | 765,57     | 22               | Pepino                |
| Talavera              | 1         | 84.738           | 187,12     | 453              | Talavera de la Reina  |
| Toledo                | 1         | 86.526           | 232,14     | 373              | Toledo                |
| Torrijos              | 45        | 99.337           | 2.052,29   | 48               | Torrijos              |
| Provinz Toledo        | 204       | 740.148          | 15.368,62  | 48               | Toledo                |

1. ↑   Ohne die Gemeinde Anchuras, diese gehört zur Provinz Ciudad Real.